# Emmenhausen (Bovenden)
Emmenhausen is een dorp in de Duitse gemeente Bovenden in de deelstaat Nedersaksen. In 1973 werd het dorp deel van de uitgebreide gemeente Bovenden. Emmenhausen wordt voor het eerst vermeld in een oorkonde uit 1093.